# Església parroquial de Sant Pere (Rellinars)
L'Església parroquial de Sant Pere és un edifici del municipi de Rellinars (Vallès Occidental) inclosa en l'Inventari del Patrimoni Arquitectònic de Catalunya.

## Descripció
Es tracta d'un edifici de planta rectangular del qual d'una nau coberta amb voltes de mocador i capelles laterals entre els contraforts.
Les obertures són poques i senzilles i estan ubicades a la capçalera. L'aparell és de paredat i als laterals les parets es troben arrebossades.
A l'interior de l'església, s'aprecia un estil de reminiscències neoclàssiques amb barreja autòctona que es dona a la majoria d'edificis religiosos de tipologia popular.
A cada tram ce la volta i en l'espai lateral hi ha un vitrall menys en el primer. A la línia d'imposta hi ha una motllura ressaltada i a partir d' ella per sota, s'obren les arcades laterals que comuniquen la nau central amb les capelles laterals, que no estan comunicades entre si. Són arcades de mig punt i pilars adossats, per remarcar-les presenten un ressalt de pintura d'un altre color.
Totes les estructures i solucions utilitzades són senzilles i populars. L' absis és rodó semblant a una gran fornícula.
Portada classicista de pedra. De línies senzilles i rectes, presenta un coronament de frontó triangular de motllures treballades. Sobre la porta hi ha una petita fornícula que conté el Sant titular. Al damunt hi ha un ull de bou amb un quadrifoli calat.
Campanar
S'aixeca al costat esquerre de l'església i és d'espadanya, tot i que de nova factura. Està fet amb maó vist i presenta dues obertures per les campanes, entre pilars, amb arc rodó fet de maons a sardinell. La part superior té un acabament de teuladet amb voladís. Al mig del teuladet s'aixeca una creu.

## Història
L'actual església parroquial de Rellinars està ubicada en el lloc anomenat Coll d'Horta, dins del principal nucli de població de "El Racó", el qual es coneix com a poble de Rellinars.
L'obra moderna data dels voltants de 1835.